# Trąbinek
Trąbinek – wieś w Polsce położona w województwie wielkopolskim, w powiecie śremskim, w gminie Dolsk.
Wieś Trambinko położona była w 1581 roku w powiecie kościańskim województwa poznańskiego. W latach 1975–1998 miejscowość administracyjnie należała do województwa poznańskiego.
Duża wieś położona 2 km na wschód od Dolska przy drodze powiatowej nr 4080 z Dolska do Książa Wielkopolskiego przez Włościejewki. Pierwsze wzmianki w dokumentach pojawiły się w 1395 roku pod nazwą Trombino. Trąbinek znajduje się na północno-wschodnim brzegu Jeziora Trąbinek. Zabytkiem prawnie chronionym jest park z poł. XIX wieku.